# Île Jacquet
L'Île Jacquet est une île fantôme située dans l'Atlantique nord. Elle a été signalée pour la première fois en 1728, avec quelques autres témoignages jusqu'en 1838. Son existence a présenté un regain d'intérêt au moment de la conception des premiers câbles télégraphiques transatlantiques car elle aurait pu faciliter son installation, mais les missions de repérages ont définitivement conclu à son inexistence.

## Histoire

### Banc Jacquet
Bien avant le premier signalement de l'île Jaquet, le banc Jacquet était le nom d'un des grands Bancs de Terre-Neuve, précisément celui le plus oriental et faisant face de quelques centaines de kilomètres face à la position supposée de l'île Jacquet. Le banc Jacquet est reporté sur des cartes dès le XVIIe siècle, notamment dans une carte de Vincenzo Coronelli datée de 1692 ou encore dans une carte française détaillée des bancs de Terre-Neuve de 1713. Le dictionnaire de Louis Moréri lui consacre un bref article : « Banc Jacquet (le) ou le petit Banc en Amérique, au levant du grand Banc; les Anglois l’appellent Fals-Banc, & il s’étend en long du septentrion au midi ; mais il n’est guéres large. On y pèche aussi des morues. »
, de même que dans le volume 2 de l'Encyclopédie de 1741.
L'origine de ce nom n'est pas connu, mais il est probable que le banc ait transmit son toponyme à l'île découverte non loin de là en 1728

### Chronologie des signalements
Le premier signalement retenu est celui du capitaine Barrenetche, de Saint-Jean-de-Luz, dont le navire à touché l'îlot et où il faillit se briser en mars 1728. Les coordonnées signalées sont de 45°40'Nord et 38° 59'Ouest du méridien de Paris, soit 46° 40′ N, 36° 39′ O,. Il faut noter que le patronyme du capitaine est variable selon les documents : Barrenetche, Bannehetche, Banehetche ou encore Romenetche.
Fleuriot de Langle signale que la roche aurait déjà été vue, deux ans plus tôt, en 1726 par le capitaine Lasalle, également de Saint-Jean-de-Luz.
Dans son mémoire pour l'établissement d'une carte de l'Océan Jacques-Nicolas Bellin en 1742 note que la position de l'île Jaquet à 46°45'N et 40°15'O (soit 46° 45′ N, 37° 55′ O) est placée suivant une carte manuscrite de « M. de Radouay, dressée sur les remarques particulières & communiquée au dépôt en 1737 ». L'île est à nouveau signalée en  en 1782 (par 46°50'N, 42°12'O soit 46° 50′ N, 39° 52′ O) par le capitaine Querval du Jeune-Frédéric. Plusieurs textes évoquent un signalement en 1789, mais sans précision de coordonnées ni d'origine,,.
L'île est de nouveau signalée au début du XIX par deux témoignages semblant sérieux : 
- « Une lettre de Jersey, 3 avril 1838, déclare que l'île Jacquet a été vue à environ 46° 55′ N, 39° 29′ O par le brick Sea-Flower, de Jersey, à 5 heures du matin, le 25 avril 1836 : le temps est beau et clair. En voyant l'île, le navire s'approcha et sonda, mais aucun fond ne fut trouvé à 100 brasses. L'île semblait avoir un demi-mille de longueur et environ  100 mètres, au-dessus de la surface de la mer. On pouvait voir des rochers s'étendre sur une longueur de câble depuis le sud-sud-est, qui semble être la terre la plus élevée, avec un grand nombre d'oiseaux, comme on en voit sur les rives de Terre-Neuve. Par la route du navire et la distance parcourue de 6 heures du matin à midi, l'île est estimée se trouver dans la position ci-dessus exprimée. M. Le Gros, second du Sea-Flower, qui a esquissé l'aspect de l'île lorsqu'elle portait entre l'est_nord-est 3/4 est et 1/4 sud (au compas), déclare qu'il ne s'agit pas d'un iceberg, comme on le suppose communément »[13].
- En 1858, c'est le capitaine Job, du Cristobal, qui signale l'île à la position de 46° 25′ N, 40° 20′ O mais la terre n'est plus représentée alors que par trois têtes de rochers[6].

### Une existence mise en doute
Dès 1775 dans leur carte et en 1778, dans leur publication de voyages, Jean-René de Verdun de La Crenne et Jean-Charles de Borda émettent des doutes sur l'existence de l'île et pensent déjà à un iceberg : « L’existence de l'ile Jacquet est, s’il le peut encore, plus incertaine ; elle n’est ni sur la Carte de Jefferys, ni même sur celles de Vankeulen , quoique ce dernier multiplie fins fondement & fins discernement les vigies & les petites îles de l’Océan : il ne seroit point du tout étonnant que dans ces parages où les bancs de glace font assez communs, quelque navigateur inattentif eût pris un de ces bancs pour une île ». C'est aussi l'hypothèse de Purdy en 1820, de Blunt en 1822 et de Philippe Jean Coulier en 1828 (« l’idée que ce pourrait être un glaçon qui eût causé l’erreur, se présente naturellement pour faire douter de son existence ».
L'île n'apparaît plus sur les cartes et les tables nautiques après les années 1860.

### Utilisation de l'île pour un câble transatlantique
L'idée d'un câbles télégraphiques transatlantiques émerge au cours de la deuxième moitié du XIXe siècle. Certains vont alors de se souvenir de cette île à l'existence douteuse, qui pourrait servir d'étape et faciliter son déploiement. L'idée est évoquée dans le Daily News du 27 septembre 1853. Et aussi en 1865 par un lecteur du journal Le Constitutionnel qui envisage l'utilisation des îles Verte et Jacquet. Il signale comme position : 47°N et 42°O de Paris et pense qu'elles existent malgré leur disparition dans les cartes récentes.

## Évolution de la localisations des îles
Les diverses localisations proposées de l'île sont visualisables sur la carte OpenStreetMap ci-contre.

### Dans les tables nautiques et géographiques
Série de tables nautiques et géographiques contenant une mention des îles Jardines avec leur localisation, présentées par ordre chronologique :
| Date | Référence                                                                    | Note | Correction par méridien utilisé | Coordonnées          |
| ---- | ---------------------------------------------------------------------------- | --- | ------------------------------- | -------------------- |
| 1820 | Louis de Grandpré, Dictionnaire universel de géographie maritime             | île Jacquet : « regardée longtemps comme très-douteuse, même par Verdun , Borda, Pingré, a été revue en 1789, et passe aujourd'hui pour constante. Elle est située par 46°-55' N ; et par 41 °- 47' à l'O de Paris » | Méridien de Paris               | 46° 55′ N, 39° 27′ O |
| 1828 | Philippe Jean Coulier, Tables des principales positions géonomiques du globe | Ile Jacquet : 46°55'N, 41°50'O | Méridien de Paris               | 46° 55′ N, 39° 30′ O |
| 1854 | United States Congressional Serial Set                                       | Jacquet I. seen in 1789 : 46°56'N 39°22'O | Méridien de Paris               | 46° 56′ N, 39° 22′ O |

### Cartographie
Série de cartes contenant une mention de l'île Jacquet, présentées par ordre chronologique :
| Date      | mention de l'île            | Carte | Image ou référence et lien |
| --------- | --------------------------- | --- | -------------------------- |
| 1692      | Banc Iacquet                | Atlante Veneto Volume 1 : carte en italien |                            |
| 1772      | I. Jacquet                  | Nouvelle carte réduite de l'Océan Atlantique par d'Eveux de Fleurieu | voir en ligne :            |
| 1775      | I. Jacquet très douteuse    | Carte réduite d'une partie de l'Océan Atlantique par Verdun de la Crenne | voir en ligne :            |
| 1775      | Jaquet I doubtful           | A chart of the Atlantic Ocea : carte en anglais |                            |
| vers 1778 | Jaquet I.                   | A new and accurate chart of the vast Atlantic or Western Ocean : carte en anglais |                            |
| vers 1779 | Juquel I.                   | Bowles's new pocket map of the Atlantic or Western Ocean : carte en anglais |                            |
| 1781      | Jaquet I doubtful           | Atlantic Coast (Africa), Atlantic Coast (North America), Atlantic Ocean, North Atlantic Ocean : carte en anglais                                                                              |                            |
| vers 1802 | Juquel I.                   | A Chart of the Atlantic or Western Ocean : laid down from the latest discoveries and regulated by numerous astronomical observations.; Maps of the Oceans / Atlantic Ocean : carte en anglais |                            |
| 1814      | Jaquet I. doubtful          | Thomson Map of the Atlantic Ocean : carte en anglais |                            |
| 1859      | Jaquet I. : 2 localisations | General chart, of the North Atlantic, or Western Ocean, from the equator to 62° north latitude, according to the latest, surveys and observations : carte en anglais                          | voir en ligne :            |
| 1861      | Jaquet I.                   | Basin of the north Atlantic Ocean : carte en anglais | voir en ligne :            |